# 優河
優河（ゆうが、yuga、1992年〈平成4年〉2月2日 - ）は、日本のシンガーソングライター、歌手。舞プロモーション所属。

## 経歴
2011年からシンガーソングライターとしての活動を開始。同年渋谷のサラヴァ東京にてサラヴァレーベルから1stアルバム『エレガント』でデビュー。
2015年、ゴンドウトモヒコをプロデューサーに迎え、1stオリジナルフルアルバム『Tabiji』をリリース。その後おおはた雄一と共に全国各地を回るツアーを開催。
2017年、おおはた雄一とのツアーの集大成となるミニアルバム『街灯りの夢』をリリース。
2018年にはベーシスト千葉広樹と共同プロデュースにて2ndオリジナルフルアルバム『魔法』をリリース。世界観がより一層深まったダイナミックな音像で好評を博す。このアルバムの制作をきっかけに魔法バンド（千葉広樹、岡田拓郎、谷口雄、神谷洵平）を結成。
2019年、中野量太監督の映画『長いお別れ』の主題歌として「めぐる」を書き下ろし、同タイトルのEPをリリース。
2020年には藤田俊太郎演出のミュージカル『VIOLET』ではオーディションにより主役VIOLETに選ばれ初舞台を踏む。
2022年1月26日から放送されたTBS系 金曜ドラマ『妻、小学生になる。』の主題歌「灯火」を書き下ろし好評を博す。3月23日に「灯火」も収録したアルバム『言葉のない夜に』をリリース。
2023年12月13日、シンガーソングライターの藤原さくらと音楽ユニット「Jane Jade（ジェーン・ジェイド）」を結成し、1stシングル「moonlight」をリリース。
2025年2月7日から劇場公開された映画『ファーストキス 1ST KISS』のエンディングテーマ「next to you」の作詞と歌唱を担当した。

## 人物
シンガーソングライターの藤原さくらと親交がある。

## 作品
ディスコグラフィー
| リリース年 | タイトル          | リリース日 品番                                             | 収録曲 | 参加ミュージシャン | その他                                      |
| ---------- | ----------------- | ----------------------------------------------------------- | --- | --- | ------------------------------------------- |
| 2011       | エレガント        | 2011年7月24日 LAM-05A                                       | 1. 名の無い唄/ 優河 2. Hometown glory/ Adele 3. 蘇州夜曲/ 西条八十・服部良一 4. リンゴの木の下で/ 柏木みのる・E.V. Alstyne 5. あなただけに/ 優河 6. Make you feel my love/ Bob Dylan 7. いつかまた/ 優河 | |                                             |
| 2013       | そらのきおく      | 2013年6月                                                   | 1. 風 2. 愛を 3. さよならの代わりに 4. しずく 5. 雨 6. 今何を | Vo.・Gt.: 優河 Pf: 北園優 Ba: 照井陽平 Dr. : U |                                             |
| 2015       | Tabiji            | 2015年11月28日 FIS-00001                                    | 1. 青の国 2. たからもの 3. ヨーコ 4. 朝焼けごしに 5. 思い出 6. それなら 7. 旅路 8. 前夜に 9. 舟の上の約束 10. 庭につづく                                                                                 | ゴンドウトモヒコ（METAFIVE） 中村大史（Tricolor, momo椿*） 谷口雄（ex.森は生きている） 千葉広樹（Kinetic,サンガツ,Rabbitoo) 増村和彦（ex.森は生きている） 川畑智史 森田史哉（Noahlewis' Mahlon Taits）                                           |                                             |
| 2017       | 街灯りの夢        | 2017年2月5日                                                | 1. 街灯りの夢 2. となりで 3. ましろのカメリア 4. Water Is Wide 5. 時間の星の上で | |                                             |
| 2018       | 魔法              | 2018年3月2日 PCD-25248                                      | 1. さざ波よ 2. 空想夜歌 3. 魔法 4. 愛を 5. 夜になる 6. 手紙 7. さよならの声 8. 岸辺にて 9. 瞬く星の夜に                                                                                                  | 千葉広樹（b, etc） 岡田拓郎（g, etc） 林正樹（pf） haruka nakamura（pf, etc） 谷口雄（el-p） 神谷洵平（ds） 木下陽輔（ds） 増村和彦（ds） 録音＆ミックス：田辺玄                                                                                 |                                             |
| 2019       | June              | 2019年4月26日 DGP-743                                       | June | |                                             |
| 2019       | めぐる            | 2019年5月22日 PCD-18031                                     | 1. めぐる 2. うつつ 3. sharon 4. June 5. めぐる（Acoustic Version） | 千葉広樹（Kinetic、Isolation Music Trio、サンガツ等） 岡田拓郎（ex.森は生きている） 神谷洵平（赤い靴、等） 林正樹（渡辺貞夫、小野リサ、椎名林檎、等） 荒内佑（cero） 中村大史（tricolor 等） 録音＆ミックス 原真人（細野晴臣、カーネーション等） |                                             |
| 2021       | 夏の窓            | 2021年7月21日 デジタル・シングル                            | | |                                             |
| 2022       | 灯火              | 2022年1月26日 デジタル・シングル                            | | | TBS系金曜ドラマ「妻、小学生になる。」主題歌 |
| 2022       | WATER             | 2022年3月2日 デジタル・シングル                             | | |                                             |
| 2022       | 言葉のない夜に    | 2022年3月23日 YUGA-1001 デジタル distributed by FRIENDSHIP. | 1. やわらかな夜 2. WATER 3. fifteen 4. 夏の窓 5. loose 6. ゆらぎ 7. sumire 8. 夜明けを呼ぶように 9. 灯火 10. 28                                                                                          | 魔法バンド 岡田拓郎(g) 千葉広樹(b) 神谷洵平(ds) 谷口雄(pf) | [ 5 ] [ 6 ] [ 7 ]                           |
| 2022       | people            | 2022年7月27日 デジタル・シングル                            | | |                                             |
| 2023       | 遠い朝            | 2023年8月23日 デジタル・シングル                            | | |                                             |
| 2024       | Sunset            | 2024年6月12日 デジタル・シングル                            | | |                                             |
| 2024       | Don't Remember Me | 2024年7月17日 デジタル・シングル                            | | |                                             |

### サウンドトラック
- 『月食の夜は』（優河 with 魔法バンド）2023年3月26日、配信リリース。全13曲。劇伴と主題歌を担当。
  - テレビドラマ『月食の夜は』NHK総合テレビ、2023年3月25日放送。※第46回創作テレビドラマ大賞受賞作品[8]

【 CMナレーション 】
- POLA「リクルートフォーラム」（2016）
- UNIQLO「Life Wearm人はなぜ服を着るのか？」（2016）
- UNIQLO「シームレスダウン」（2017）
- POLA「リクルートPOLA」（2018）
- ZENB initiative「introduction movie-「食べる」のぜんぶをあたらしく」(2018）
- SMBC「THE POWRE TO BELIEVE」（2019）
- 共立メンテナンス「LA VISTA ラビスタ霧島ヒルズ」（2019）
- 共立メンテナンス「リゾートプランド」（2019）
- Volkswagen Japan「Polo」（2019）
- CORONA「暖房」「ブランドコロナ」（2019）
- サントリー「BOSS×交通管理隊 いまも、彼らは走っている」（2020）
- 共立メンテナンス「よい朝のために・ホテルズ」「よい朝のために・ドミトリーズ篇」（2020）
- 野村ホールディングス「Drive Sustainability」（2020）
- 富士通「FMV」（2020）
- リクルート「ホットペッパーグルメ」（2020）
- アダストリア「O0u」（2021）
- MOTEX「LANSCOPE」（2021）
- ドクターシーラボ「スーパーコラーゲンゲルスーパーセンシティブ」（2021）
- ドクターシーラボ「エンリッチリフトEX」（2021）

【 サウンドロゴ・CM歌唱 】
- 明治The Chocolate 「bean to bar」（2016）
- 小田急ロマンスカー「ロマンスをもう一度」（2018）
- VAPEプランド「myblu」（2019）
- 損保ジャパンひまわり生命保険「自転車篇」（2019）
- KUMON「ママとのきずな、すくすく篇」（2019）
- 小田急ロマンスカー「きょう、ロマンスカーで。」[私の箱根篇]（2020）
- サントリーメーカーズマーク「それぞれのありがとう」（2020）
- 花王「プロテクトJAPAN」（2020）
- グッディ「家族でつくるいい一日～気づいた分だけ～」（2021）
- サントリーメーカーズマークTHANKS LABEL父の日『THANKS FACTORY』（2021）

## 出演

### 舞台
- リーディング『鳥ト踊る』（2023年11月27日 - 30日、I'M A SHOW）[9]
- ミュージカル『手紙』2025（2025年3月7日 - 23日、東京建物 Brillia HALL / 3月29日 - 31日、SkyシアターMBS / 4月5日・6日、岡山芸術創造劇場ハレノワ 大劇場）[10]